# Hertha Wambacher
Hertha Wambacher (Vienna, 9 marzo 1903 – Vienna, 25 aprile 1950) è stata una fisica austriaca.

## Biografia
Dopo aver conseguito nel 1922 il diploma di maturità presso il ginnasio femminile Rahlgasse, all'epoca gestito dall'Associazione per l'istruzione femminile estesa, si iscrisse all'Università di Vienna dove studiò prima chimica e poi fisica. La relatrice della sua tesi di laurea fu Marietta Blau, con cui Wambacher collaborò anche dopo il dottorato ottenuto nel 1932. Il lavoro delle due scienziate era incentrato sull'impiego delle emulsioni nucleari come metodo per rilevare le particelle ionizzanti. Per le loro attività, svolte all'Istituto per la radioricerca dell'Accademia austriaca delle scienze, Blau e Wambacher furono insignite del Premio Haitinger nel 1936 e del Premio Lieben nel 1937.
Sempre nel 1937, in un lavoro congiunto, le due scienziate scoprirono sulle lastre fotografiche, esposte alla radiazione cosmica a un'altitudine di 2300 m, le "stelle di frammentazione", ovvero le scie a forma di stella impresse dalle particelle cosmiche per spallazione con i nuclei atomici dell'emulsione fotografica.
Dopo che nel 1938 Blau, di famiglia ebrea, dovette lasciare Vienna, Hertha Wambacher continuò a lavorare sull'identificazione delle particelle provenienti dalle reazioni nucleari tra le radiazioni cosmiche e i componenti dell'emulsione fotografica. Grazie a questa ricerca, nel 1940 ottenne la cattedra universitaria e insegnò all'Università di Vienna.
Nel 1945 fu allontanata dall'Università per la sua adesione al NSDAP, avvenuta informalmente già dal 1934 e poi registrata ufficialmente il 15 giugno 1938, con validità retroattiva dal 1º maggio dello stesso anno, con il numero di tessera 6.299.201. Wambacher fu deportata in Russia, per poi ritornare in patria pare nel 1946. Malata di cancro, continuò a lavorare in un laboratorio di ricerca a Vienna.
Wambacher morì di cancro il 25 aprile 1950 e fu sepolta nel cimitero di Hadersdorf-Weidlingau. La sua tomba rimase abbandonata.
Nel 1950, Erwin Schrödinger la candidò al Premio Nobel per la fisica, che fu assegnato alla sola Marietta Blau.